# 厚椎龍屬
厚椎龍屬（學名：Pachystropheus）是種已滅絕爬行動物，可能屬於離龍目，生存於三疊紀晚期（诺利阶）的英格蘭南部。在1935年，德國古生物學家弗雷德里克·馮·休尼（Friedrich von Huene）將牠們命名為厚椎龍屬，當時歸類於離龍目；屬名意為「厚的脊椎」。長期以來，厚椎龍受到古動物學界的忽視，直到1993年才被重新研究。如果厚椎龍屬於離龍目，將使離龍類的化石紀錄提早4500萬年。另有其他研究人員提出質疑，認為厚椎龍的脊椎、肩帶等特徵，可發現於其他水生爬行動物，並非離龍目所獨有。離龍目的大部分可鑑定特徵來自於頭顱骨，由於目前沒有發現厚椎龍的頭顱骨化石，難以確定厚椎龍屬於離龍目。另有研究人員發現，厚椎龍的身體特徵，類似海龍目的埃登那龍。這些類似特徵顯示厚椎龍、埃登那龍可能是近親，但也有可能是適應水生生活的趨同演化結果。